# Rýžový papír
Rýžový papír je souhrnné označení pro několik papírových materiálů z východní Asie, které byly vyrobeny z různých rostlin. Má mnoho podob, buďto jako papír vyrobený z kůry stromů pro výkresy a psaní, nebo jako papír z rýžové směsi a tapiokové mouky, smíchaný se solí a vodou pro vytvoření tenkého jedlého rýžového listu, který se nechá usušit, aby vznikl křehký list papíru. Ten se používá k přípravě jídla. Vietnam je jediná země, která vytváří jedlý rýžový papír stejně tak, jako výrobu rýžových plochých nudlí Pho.

## Výroba
Rýžový papír je produkt vytvořený z papírových materiálů vyrobených z různých rostlin. Ty zahrnují:
- Tenkou vrstvu usušené dřeně Tetrapanax papyrifer: List jako papírový materiál byl rozsáhle použit koncem 19. století v Kuang-tungu a v Číně běžně pro gouache malby, které byly prodávané západním klientům té doby. Tento termín byl poprvé definován v čínsko-anglickém slovníku Roberta Morrisona, který odkazoval na využití čínských léčivých rostlin jako materiál pro obrazy stejně tak, jako k výrobě umělých květin a podrážkám do bot.

- Xuan, papír vyrobený z moruše papírové: Tradiční papír, který vznikl ve staré Číně a byl používán po staletí v Číně, Japonsku, Koreji a Vietnamu pro psaní a vytváření uměleckých děl a stavitelství.

- Různé druhy dřevinných směsí na papír: Mohli být z rýžových stébel nebo jiných rostlin jako konopí a bambus.

- Suchá směs na listy různé tloušťky a textury: Tyto jedlé papírové listy mají buněčný vzhled dřevin a mohou být vyrobeny z rýžové mouky. Jsou známé jako Bánh tráng, které se používají ve Vietnamské kuchyni.

## Pěstování rostliny
V Evropě okolo 19. století byl papír jako směs původně znám jakožto rýžový papír kvůli chybě, která vznikla z rýže. Ve skutečnosti se skládá z dřeně malého stromu Tetrapanax papyrife.
Rostlina roste v bažinatém lese na Taiwanu, je pěstovaná také jako okrasná rostlina pro její velké a exotické listy. Za účelem výroby papíru se větve vaří a zbavují se kůry. Jádro dřeně je válcovitého tvaru, které se musí na tvrdém a rovném povrchu seříznout nožem, který z něj poté vytvoří tenké plátky slonovinové textury. Rýžový papír, barvený v různých barvách se hojně používá k přípravě umělých květin, zatímco tenké bílé listy se používají pro kresby akvarelem. Kvůli jeho textuře se nepoužíval ke psaní.

## Moruše papírová
Tento rýžový papír je jemný, tenký a silný. Je nazýván jako obal pro rýži a je vytvořený z kůry vlákna Moruše papírové. Je používán na origami, kaligrafii, papírové obrazy a na oblečení. Je pevnější než komerčně vyráběný celulózový papír. Papír z rýžové slámy není tak běžný.
Podle druhů se papír Moruše nazývá kozo (Broussonetia papyrifera, papírovník čínský), gampi (Wikstroemia diplomorpha), nebo mitsumata (Edgeworthia chrysatha). Materiál pochází z kůry, nikoli z vnitřního dřeva nebo dřeně. Tradiční papíry se vyrábí ručně.
Větve moruše papírové se sklízejí na podzim, takže vlákno může být zpracováno a papír formulován během chladných zimních měsíců, jelikož se vlákno v horku snadno znehodnotí. Jeho větve se nařežou na 60–90 cm dlouhé pruhy a napaří se ve velkém kotli, čímž se vytvoří kůra a smrští se zpátky do dřeně. To umožňuje jeho sejmutí jako banánovou slupku. Kůru lze následně usušit a skladovat, nebo případně ihned použít. V této fázi jsou na kůře tři vrstvy: vnější vrstva - černá kůra, středová vrstva - zelená kůra a vnitřní vrstva - bílá kůra. Všechny 3 lze využít k výrobě papíru, ale ten nejkvalitnější papír je vyrobený z bílé kůry.
Pokud jsou pruhy kůry seschlé, nechají se před zpracováním odmočit přes noc ve vodě. K očištění černé a zelené kůry se pruh kůry rozloží na prkénko a seškrábne se plochým nožem. Jakékoliv nečistoty a tvrdá místa jsou v této fázi odstraněna a odřezána.
Seškrábnuté proužky kůry jsou vařeny po dobu dvou až tří hodin ve směsi vody a uhličitanu sodného. Vlákno je dostatečně vyvařené jakmile se dá snadno napnout. Pruhy jsou poté odděleně několikrát opláchnuty v čisté vodě, aby se zbavily zbytků uhličitanu sodného. Oplachování činí vlákno jasnější a bělejší - jemný kozo papír se nebělí, ten je již přirozeně čistý a bílý.
Každý pruh je ručně kontrolován, buďto na světlém podkladu nebo na podsvíceném světle. Jakékoliv černé tečky a nečistoty jsou odstraněny pinzetou a uzly nebo tvrdé částice, které při seškrabování nebyli odstraněny jsou vyříznuty. Cílem je dosáhnout dokonale čistého pruhu papíru.
Oškrábané, převařené a očištěné pruhy se pak položí na stůl a ručně se vytlučou nástrojem, který je podobný silnější kriketové pálce. Vlákna se tlučou zhruba po dobu třiceti minut, nebo tak dlouho dokud se neoddělí a nepodobají se kůře stromu.
Z připraveného vlákna lze konečně vyrobit listy papíru. Do kádě s vodou se přidá viskózní látka, které se přezdívá formovací prostředek. Pomůckou při formování je polyethylenoxid, který pomáhá zpomalit tok vody, což dává výrobci papíru více času na formování listů. Listy jsou tvořeny několika tenkými vrstvami, které se pokládají jedna na druhou.

## Vietnamský rýžový papír
Rýžový papír je vytvořen za procesu výroby rýžových nudlí Pho, což je typické pro Vietnamskou kuchyni. Název Bánh tráng je původem z jižní provincie, severní a střední provincie také vyrábí různé podoby rýžového papíru jen s odlišnými názvy. Rýžový papír má mnoho podob, od kokosovo mléčného papíru, mango-rýžového papíru až po pandanový rýžový papír, atd.

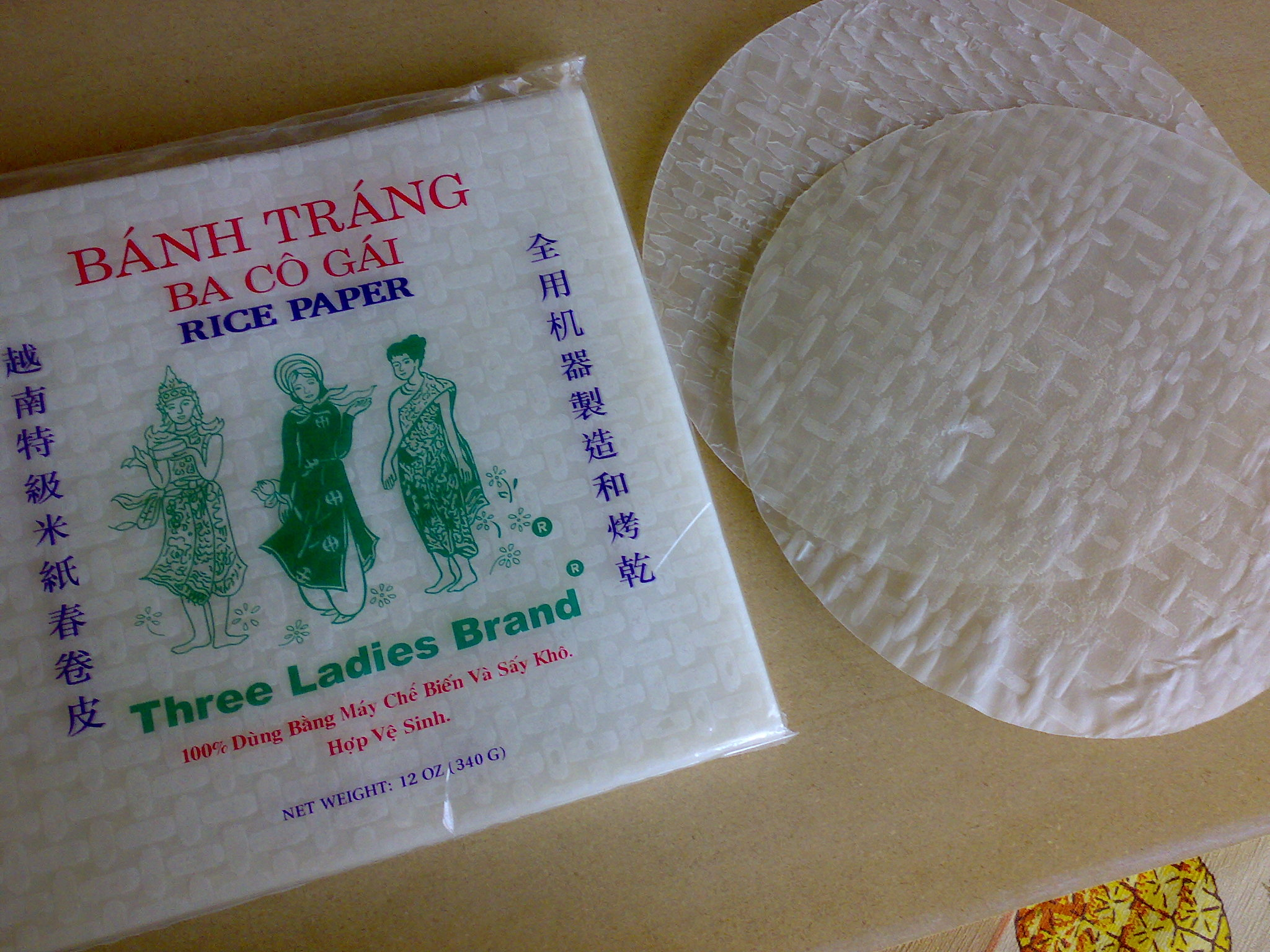
Vietnamský rýžový papír

Jedlý rýžový papír se používá k výrobě pokrmu zvaný Bánh cuốn nebo Chả giò ve Vietnamské kuchyni, kde se nazývá Bánh tráng nebo Bánh đa nem. Ingredience, ze kterých se rýžový papír vyrábí jsou rýžová mouka, tapioková mouka, sůl a voda. Díky tapiokové mouce je papír jemnější a lepkavější. Pro přípravu jsou listy jednotlivě namáčeny do teplé či studené vody na pár sekund, aby změkly a poté se do nich zabalí sladká nebo slaná směs ingrediencí.
Jedlý rýžový papír se používá pro domácí vaření potravin, jako jsou rýžové koláče/palačinky a jsou prodávány jednotlivě jako barevné listy, které jsou často zbarveny a ozdobeny různými obrázky, například bankovky.

## V kultuře
V prvotním dílu televizního seriálu Kung Fu, Kwai Chang Caine trénuje, aby se z něj stal šaolinský kněz. Jednou z výzev, kterým čelí, je chůze po tenkém rýžovém papíru, na kterém nesmí zanechat ani jednu stopu. Jeho úspěšné zakončení testu je úvodním titulkem pro danou epizodu.
| „                  | „Pokud dokážeš projít přes list rýžového papíru beze stop, tak ses naučil.'“ | “ |
| — Kwai Chang Caine |                                                                              |   |